# Samarskita-(Yb)
La samarskita-(Yb) és un mineral de la classe dels òxids, que pertany al grup de la samarskita.

## Característiques
La samarskita-(Yb) és un òxid de fórmula química (Yb,Y,Fe³⁺,Fe²⁺,U,Th,Ca)₂(Nb,Ta)₂O₈, tot i que la seva fórmula ideal seria YbNbO₄. Va ser aprovada com a espècie vàlida per l'Associació Mineralògica Internacional l'any 2004. Cristal·litza en el sistema monoclínic. És el mineral anàleg amb iterbi de la samarskita-(Y).
Segons la classificació de Nickel-Strunz, la samarskita-(Yb) pertany a «04.DB - Metall:Oxigen = 1:2 i similars, amb cations de mida mitjana; cadenes que comparteixen costats d'octàedres» juntament amb els següents minerals: argutita, cassiterita, plattnerita, pirolusita, rútil, tripuhyita, tugarinovita, varlamoffita, byströmita, tapiolita-(Fe), tapiolita-(Mn), ordoñezita, akhtenskita, nsutita, paramontroseïta, ramsdel·lita, scrutinyita, ishikawaïta, ixiolita, samarskita-(Y), srilankita, itriorocolumbita-(Y), calciosamarskita, ferberita, hübnerita, sanmartinita, krasnoselskita, heftetjernita, huanzalaïta, columbita-(Fe), tantalita-(Fe), columbita-(Mn), tantalita-(Mn), columbita-(Mg), qitianlingita, magnocolumbita, tantalita-(Mg), ferrowodginita, litiotantita, litiowodginita, titanowodginita, wodginita, ferrotitanowodginita, wolframowodginita, tivanita, carmichaelita, alumotantita i biehlita.

## Formació i jaciments
Es troba com a unitats de reemplaçament de l'última etapa en el contacte entre el nucli i el marge d'una pegmatita. Va ser descoberta a la pegmatita Little Patsy (Patsy pegmatite), al comtat de Jefferson, a Colorado (Estats Units). També ha estat descrita a la mina East Pryo, al comtat de Carbon (Montana, Estats Units). Sol trobar-se associada a altres minerals com: zircó, samarskita-(Y), monazita-(Ce), ishikawaïta i columbita-(Fe).